# Iván Artobolevski
Iván Ivánovich Artobolevski (en ruso - Иван Иванович Артоболевский), (1905 – 1977). Ingeniero mecánico y científico ruso en el campo de la Teoría de Mecanismos y Máquinas. Fue miembro de la Academia de Ciencias de la Unión Soviética desde 1946, (miembro correspondiente desde 1939) y condecorado como Héroe del Trabajo Socialista en 1969. Artobolevski propuso una clasificación de los mecanismos espaciales y desarrolló métodos para su análisis estrucural, cinemático y cinetostático. Escribió la primera monografía en la URSS sobre mecanismos espaciales. Estudió los métodos de análisis cinemático de los mecanismos de múltiples eslabones. Trabajó sobre el estudio teórico y experimental de la Dinámica de máquinas.
Fue vicepresidente de la Federación Mundial de Trabajadores Científicos (World Federation of Scientific Workers (WFSW) y en 1969 primer presidente de la Federación Internacional de Teoría de Máquinas y Mecanismos (International Federation on Theory of Machinery and Mechanisms (IF-TOMM).
Su nombre se ha transcrito también como I.I. Artobolevsky

## Biografía
Hijo menor del sacerdote y teólogo de la Iglesia ortodoxa rusa, Iván Alekseyevich Artobolevski quien fue ejecutado durante las llamadas "represiones de Stalin" y canonizado como mártir en el año 2000.

En 1926 - Egresó de la Academia Agropecuaria K.A. Timiriazaev de Moscú.
1927 - Docente de distintas Instituciones de Educación Superior de Moscú.
1932 - 1949 - Profesor de la Universidad Estatal de Moscú.
1939 - Miembro Correspondiente de la Academia de Ciencias de la Unión Soviética .
1941 - 1944 - Director del departamento de Mecánica aplicada y director de la Facultad Mecánico-Matemática de la Universidad Estatal de Moscú.
1942 - Profesor del Instituto de Aviación de Moscú.
1946 - Académico - Miembro de la Academia de Ciencias de la Unión Soviética
1946 - La Academia de Ciencias de la Unión Soviética le otorga el premio P.L. Chebyshov
1947 - Copresidente de la Sociedad Soviética "Conocimiento" en ruso - Всесоюзное общество «Знание» 
1966 - Presidente de la Sociedad Soviética "Conocimiento" en ruso - Всесоюзное общество «Знание»

## Condecoraciones
Fue condecorado con tres órdenes Lénin, otras dos órdenes y también con las siguientes medallas y condecoraciones:
1959 - En Consejo Mundial de la Paz lo condecora con la medalla de plata Joliot-Curie
1966 - La Academia de Ciencias de Checoslovaquia le impone la medalla "Por sus servicios en el desarrollo de la Ciencia y la Sociedad"
1967 - El Instituto de Ingenieros Mecánicos de Inglaterra (Institution of Mechanical Engineers) le otorga la medalla de oro James Watt.
1969 - Héroe del Trabajo Socialista.

## Principales Publicaciones
Teoría de Mecanismos para la formación de curvas hipérbolas de secciones cónicas. Теория механизмов для образования кривых, являющихся гиперболизмами конических сечений, "Известия АН СССР. Отд. технич. наук", 1955, N.º 11; 
Teoría de Mecanismos para la formación de curvas cisoides. Теория механизмов для образования циссоидальных кривых, там же, N.º 12; 
Mecanismos, en cuatro tomos. Механизмы, т. 1 — 4, М.—Л., 1947—51; 
Métodos de Análisis de las máquinas automáticas. Методы анализа машин автоматов, М.—Л., 1945 (совм. с др.); 
Síntesis de Mecanismos. Синтез механизмов, М.—Л., 1944 (совм. с др.); 
Síntesis de Mecanismos Planos. Синтез плоских механизмов, ч. 1—2, М.—Л., 1939—42; 
Teoría de Mecanismos y Máquinas. Теория механизмов и машин, 3 изд., М., 1953; Traducido a muchos idiomas.
Estructura, Cinemática y Cinetostática de mecanismos planos de múltiples eslabones. Структура, кинематика и кинетостатика многозвенных плоских механизмов, М.—Л., 1939; 
Métodos de equilibrado de las fuerzas de inercia de las máquinas de trabajo con esquemas cinemáticos complejos. Методы уравновешивания сил инерции в рабочих машинах со сложными кинематическими схемами, М.—Л, 1938; 
Teoría de los mecanismos espaciales. Теория пространственных механизмов, М.—Л., 1937.
- Datos: Q4070317
- Multimedia: Ivan Ivanovich Artobolevskiy / Q4070317